# Biblioteka Narodowa Gambii
Biblioteka Narodowa Gambii – biblioteka narodowa w Bandżulu w Gambii. Powstała w 1946 roku jako British Council Library.

## Historia
Pierwsza biblioteka została założona przez anglikańskiego biskupa Daly’a. Nie była jednak dostępna publiczne. W 1946 roku British Council otworzył przy Clifton Road (obecnie Independence Drive) pierwszą bibliotekę publiczną. W 1962 roku British Council Library została przekazana rządowi Gambii, który w 1971 roku przemianował ją na Bibliotekę Narodową. W 1974 roku Wielka Brytania przekazała 575 000 funtów na zbudowanie nowego budynku biblioteki i jego wyposażenie. Po zbudowaniu nowego budynku przy ulicy Percy Pye Lane w 1976 roku przeniesiono zbiory. W dawnym budynku biblioteki mieści się obecnie Muzeum Narodowe Gambii. Budynek biblioteki został zbudowany na terenie podmokłym, a słona woda niszczy budynek i jego otoczenie. Zniszczyła ogrodzenie z cegły oddzielające budynek od znajdującego się obok gimnazjum. Bibliotekarze chcieliby przenieść zbiory w inne miejsce. Biblioteka jest członkiem IFLA. Od 1990 roku posiada oddział w Brikama. Biblioteka działa na podstawie przyjętej w 1976 roku ustawy bibliotecznej (Gambia Library Board Act) i pełni rolę biblioteki krajowej i publicznej.
W 2014 roku Global Hands International z Wielkiej Brytanii przekazał bibliotece w formie darowizny 15 nowych komputerów.

## Zbiory
British Council Library posiadała około 25 000 woluminów. Gdy przenoszono zbiory do nowego budynku, w 1976 roku, liczyły one 54 600 woluminów (książki, rękopisy, filmy i in.). Obecnie biblioteka posiada ponad 100 000 książek i 7 tysięcy czasopism.

## Gambia National Library Service
Gambia National Library Service został powołany przez parlament w 2009 roku. Jego zadaniem jest koordynowanie działalności bibliotecznej i informacyjnej.